# Sabirabad (Rayon)
Sabirabad ist ein Rayon in Aserbaidschan. Hauptstadt des Bezirks ist die Stadt Sabirabad.

## Geografie
Der Rayon hat eine Fläche von 1469 km². Die Landschaft gehört im Süden zur Steppe von Mugan, im Norden zur Schirwan-Steppe. Die Flüsse Kura und Aras fließen durch den Rayon, ihr Zusammenfluss liegt ebenfalls hier.

## Bevölkerung
Der Bezirk hat 180.300 Einwohner (Stand: 2021). 2009 betrug die Einwohnerzahl 151.100. Diese verteilen sich auf 16 Siedlungen.

## Wirtschaft
In der Region werden vor allem Baumwolle und Obst angebaut sowie Viehzucht betrieben. Außerdem gibt es einige industrielle Betriebe, die die landwirtschaftlichen Produkte verarbeiten.

## Kultur
Am Zusammenfluss von Kura und Aras wurden bei Ausgrabungen Reste zweier Städte gefunden. In der Stadt Sabirabad selbst liegen die Reste des Heiligtums pir Baba Samid.